# Daniel Bell (natation)
Pour les articles homonymes, voir Daniel Bell et Bell.
Daniel Bell (né le 9 mai 1990 à Havelock North) est un nageur néo-zélandais, spécialiste du papillon.
Il participe aux Jeux olympiques de 2008 et de 2012, y compris sur relais 4 x 100 m 4 nages. Il remporte la médaille d'or lors des Jeux du Commonwealth 2010 sur 100 m dos.